# 田嶋俊雄
田嶋 俊雄（たじま としお、田島 俊雄、1949年 - ）は、日本の経済学者。専門は中華人民共和国の経済、農業経済学。東京大学名誉教授、農学博士。日本農業経済学会学術賞受賞。

## 人物・経歴
1974年一橋大学経済学部卒業。1979年東京大学大学院農学系研究科博士課程中退。農学博士。農林水産省農業総合研究所海外部研究員を経て、1984年東京大学社会科学研究所助教授。1995年教授。2001年同附属日本社会研究情報センター長、2007年同現代中国研究拠点運営委員長。2014年東京大学名誉教授、大阪産業大学経済学部教授、同大学アジア共同体研究センター運営委員 。著書『中国農業の構造と変動』により、日本農業経済学会学術賞受賞。中国社会科学院経済研究所『中国経済史研究』編集委員、財団法人東洋文庫客員研究員、日本学術会議連携会員、日本現代中国学会理事、アジア政経学会評議員、中国経済経営学会理事等を務めた。

## 著書
- 『中国農業の構造と変動』御茶の水書房 1996年
- 『中国の体制転換と産業発展』（共著）東京大学社会科学研究所 2003年
- 『構造調整下の中国農村経済』（編著）東京大学出版会 2005年
- 『現代中国の電力産業―「不足の経済」と産業組織』（編著）昭和堂 2008年
- 『中国セメント産業の発展―産業組織と構造変化』（共著）御茶の水書房 2010年
- 『中国水泥業的発展：産業組織与構造変化』（共編著）中国社会科学出版社 2011年
- 『中国の雑豆需給と対外貿易』公益財団法人日本豆類協会受託研究研究成果報告 2014年
- 『中国体制転軌中的増長、績効与産業組織変化―対中国 若干行業的実証研究』（陳昕主編、共著）格致出版社・上海三聯書店・上海人民出版社 2015年
- 『アズキと東アジア 日中韓台の域内市場と通商問題』（共編著）御茶の水書房 2016年
- 『アジアにおける経済関係の緊密化と国際分業』（共編）大阪産業大学アジア共同体研究センター 2017年
- 『WTO 体制下の中国農業・農村問題』（共編著）東京大学出版会 2017 年